# Liste de l'observatoire mondial des monuments (2012)
Pour les articles homonymes, voir Liste de l'observatoire mondial des monuments.
Cet article recense les sites concernés par l'observatoire mondial des monuments en 2012.

## Généralités
L'observatoire mondial des monuments (World Monuments Watch en anglais) est le programme principal du Fonds mondial pour les monuments (World Monuments Fund), une organisation non gouvernementale à but non lucratif basée à New York, aux États-Unis. Cet observatoire a pour but d'identifier et de préserver les biens culturels importants en danger.
Tous les deux ans depuis 1996, le programme publie la liste des 100 sites les plus en danger, nécessitant des efforts de protection et de financement urgents. Ces sites sont proposés par les gouvernements, des organismes privés actifs dans le domaine patrimonial ou des individus. La liste est produite par un panel d’experts internationaux en architecture, archéologie, histoire de l'art et préservation ou restauration de sites patrimoniaux.

## Liste
| Site | Lieu                                              | Pays                     | Photo |
| --- | ------------------------------------------------- | ------------------------ | ----- |
| Casa Sobre el Arroyo                                                                                    | Mar del Plata, province de Buenos Aires           | Argentine                |       |
| La Plata                                                                                                | La Plata, province de Buenos Aires                | Argentine                |       |
| Pucará de Tilcara                                                                                       | Quebrada de Humahuaca, province de Jujuy          | Argentine                |       |
| Architecture historique de Belize City                                                                  | Belize City                                       | Belize                   |       |
| Akaba Idena                                                                                             | Kétou, Plateaux                                   | Bénin                    |       |
| Palais de Wangduechhoeling                                                                              | Jakar, district de Bumthang                       | Bhoutan                  |       |
| Samaipata                                                                                               | Samaipata, département de Santa Cruz              | Bolivie                  |       |
| Centre historique de Salvador                                                                           | Salvador, Bahia                                   | Brésil                   |       |
| Cour royale de Tiébélé                                                                                  | Tiébélé                                           | Burkina Faso             |       |
| Palais des Yue du Sud                                                                                   | Canton, Guangdong                                 | Chine                    |       |
| Tiantai An                                                                                              | Wangqu, Shanxi                                    | Chine                    |       |
| Centre historique de Santa Cruz de Mompox                                                               | Santa Cruz de Mompox, Bolívar                     | Colombie                 |       |
| Chapelles paéz de Tierradentro                                                                          | Cauca                                             | Colombie                 |       |
| Église de San Juan Bautista de los Remedios                                                             | San Juan de los Remedios, province de Villa Clara | Cuba                     |       |
| Berrocal de Trujillo                                                                                    | Trujillo, Estrémadure                             | Espagne                  |       |
| Cabanyal-Canyamelar                                                                                     | Valence, Communauté valencienne                   | Espagne                  |       |
| 510 Fifth Avenue                                                                                        | New York, New York                                | États-Unis               |       |
| Centre gouvernemental du comté d'Orange                                                                 | Goshen, New York                                  | États-Unis               |       |
| Centre historique de Charleston                                                                         | Charleston, Caroline du Sud                       | États-Unis               |       |
| Manitoga                                                                                                | Garrison, New York                                | États-Unis               |       |
| New York Studio School of Drawing, Painting and Sculpture                                               | New York, New York                                | États-Unis               |       |
| Walpi                                                                                                   | Comté de Navajo, Arizona                          | États-Unis               |       |
| Bâtiments traditionnels Ashantis                                                                        | Près de Kumasi, région Ashanti                    | Ghana                    |       |
| Premier cimetière d'Athènes                                                                             | Athènes                                           | Grèce                    |       |
| El Zotz                                                                                                 | Département de Petén                              | Guatemala                |       |
| Quiriguá                                                                                                | Los Amates, département d'Izabal                  | Guatemala                |       |
| Centre historique de Jacmel                                                                             | Jacmel                                            | Haïti                    |       |
| Maisons victoriennes                                                                                    | Port-au-Prince                                    | Haïti                    |       |
| Palais de Sans-Souci                                                                                    | Milot                                             | Haïti                    |       |
| Mind's Eye                                                                                              | George Town, Grand Cayman                         | Îles Caïmans             |       |
| Bagh-I-Hafiz Rakhna                                                                                     | Sirhind-Fategarh, Pendjab                         | Inde                     |       |
| Balaji Ghat                                                                                             | Varanasi, Uttar Pradesh                           | Inde                     |       |
| Havelîs de Bîkâner                                                                                      | Bîkâner, Rajasthan                                | Inde                     |       |
| Opéra royal de Bombay                                                                                   | Bombay, Maharashtra                               | Inde                     |       |
| Desa Lingga                                                                                             | Sumatra du Nord                                   | Indonésie                |       |
| Machiya                                                                                                 | Kyoto                                             | Japon                    |       |
| Maison de Denchu Hirakushi                                                                              | Taitō, Tokyo                                      | Japon                    |       |
| Sites patrimoniaux touchés par le séisme de 2011                                                        | Tōhoku et Kantō                                   | Japon                    |       |
| Abila                                                                                                   | Qweilbeh, gouvernorat d'Irbid                     | Jordanie                 |       |
| Nécropoles nomades de Mangystau                                                                         | Oblys de Manguistaou                              | Kazakhstan               |       |
| Stobi                                                                                                   | Gradsko                                           | Macédoine                |       |
| Colline royale d'Ambohimanga                                                                            | Ambohimanga, Province d'Antananarivo              | Madagascar               |       |
| Pont colonial de Tequixtepec                                                                            | San Miguel Tequixtepec, Oaxaca                    | Mexique                  |       |
| Ruta de la Amistad                                                                                      | Mexico                                            | Mexique                  |       |
| Bâtiments gouvernementaux de Canterbury                                                                 | Christchurch                                      | Nouvelle-Zélande         |       |
| Cimetière Way On                                                                                        | Panama                                            | Panama                   |       |
| Cimetière Beth Haim d'Ouderkerk sur l'Amstel                                                            | Ouderkerk-sur-l'Amstel                            | Pays-Bas                 |       |
| Alameda de los Descalzos et paseo de Aguas                                                              | Rímac, province de Lima                           | Pérou                    |       |
| Géoglyphes de Nazca                                                                                     | Nazca, région d'Ica                               | Pérou                    |       |
| Quinta de Presa                                                                                         | Rímac, province de Lima                           | Pérou                    |       |
| Église Sainte-Parascève de Radruż                                                                       | Radruż                                            | Pologne                  |       |
| Jardin botanique de Lisbonne                                                                            | Lisbonne                                          | Portugal                 |       |
| Église San Dionisio de Higüey                                                                           | Higüey                                            | République dominicaine   |       |
| Abbaye Notre-Dame de Quarr                                                                              | Ryde, île de Wight, Angleterre                    | Royaume-Uni              |       |
| Brutalisme britannique : bibliothèque centrale de Birmingham, gare routière de Preston, Hayward Gallery | Birmingham, Preston et Londres, Angleterre        | Royaume-Uni              |       |
| Cathédrale Saint-Michel de Coventry                                                                     | Coventry, Angleterre                              | Royaume-Uni              |       |
| Newstead Abbey                                                                                          | Ravenshead, Angleterre                            | Royaume-Uni              |       |
| Sainte-Hélène                                                                                           | Sainte-Hélène                                     | Royaume-Uni              |       |
| Tell Umm El-'Amr                                                                                        | Nuseirat, bande de Gaza                           | Territoires palestiniens |       |
| Ville ville de Testour                                                                                  | Testour, gouvernorat de Béja                      | Tunisie                  |       |
| Ulug Depe                                                                                               | Près de Dushak, Ahal                              | Turkménistan             |       |
| Gare de Haydarpasa                                                                                      | Istanbul                                          | Turquie                  |       |
| Orphelinat de Rum                                                                                       | Büyükada, îles des Princes, Istanbul              | Turquie                  |       |
| Oshki                                                                                                   | Çamlıyamaç, Erzurum                               | Turquie                  |       |
| Villages de pêcheurs de la baie de Hạ Long                                                              | baie de Hạ Long, province de Quảng Ninh           | Viêt Nam                 |       |
| Mosquée et hammam Al-Mudhaffar                                                                          | Ta'izz                                            | Yémen                    |       |
| Naletale                                                                                                | Près de Gweru, Matabeleland septentrional         | Zimbabwe                 |       |